# جبران لحود
جبران لحود (اسپانیایی: Gibrán Lajud‎؛ زادهٔ ۲۵ دسامبر ۱۹۹۳) بازیکن فوتبال اهل مکزیک است.
از باشگاه‌هایی که در آن بازی کرده‌است می‌توان به باشگاه فوتبال تیخوانا اشاره کرد.
وی همچنین در تیم‌های ملی فوتبال زیر ۲۳ سال مکزیک، و مکزیک بازی کرده‌است.
وی در مسابقات کشوری و بین‌المللی در مجموع برندهٔ ۱ مدال نقره شده‌است.